# 讓·富凱

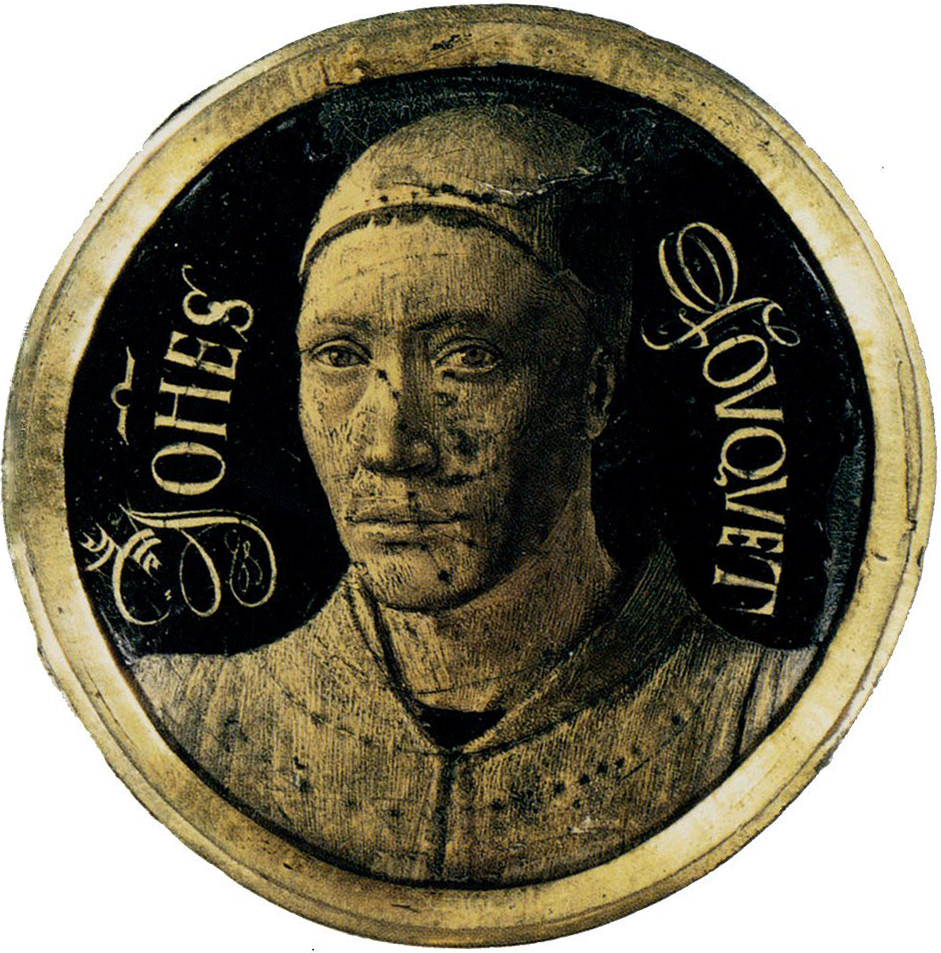
讓·富凱的自畫像，這可能是世界上最早的自畫像

讓·富凱（法語：Jean（或Jehan）Fouquet，约 1420-1481 年）是法国的画家和微型画家。他是面板绘画和泥金裝飾手抄本大师，也是肖像缩影的发明者，被认为是哥特式藝術晚期和文艺复兴早期之间最重要的画家之一。他是第一位前往意大利并亲身体验早期意大利文艺复兴的法国艺术家。
人们对富凯的早期生活和教育知之甚少。 尽管长期以来一直被认为是所谓的巴黎贝德福德大师的学徒，但现在有人认为他可能曾在南特的青年藝術家手下学习1445 年至 1447 年之间的某个时候，他前往意大利，受到罗马四百艺术家如安傑利科修士和菲拉雷特的影响。 在 1450 年代，他开始在法国宫廷工作，他的众多赞助人中包括国王查理七世和他的继任者路易十一。